# 85215 Hohenzollern
85215 Hohenzollern este un asteroid din centura principală de asteroizi.

## Descriere
85215 Hohenzollern este un asteroid din centura principală de asteroizi. A fost descoperit pe 26 septembrie 1992 la Tautenburg de Freimut Börngen și Lutz Dieter Schmadel. Asteroidul prezintă o orbită caracterizată de o semiaxă mare de 2,64 ua, o excentricitate de 0,18 și o înclinație de 4,5° în raport cu ecliptica.